# Heidi Möller
Heidi Möller (* 18. April 1960 in Dortmund) ist Universitätsprofessorin für Theorie und Methodik der Beratung an der Universität Kassel. Bis Herbst 2007 war sie Professorin an der Universität Innsbruck und leitete dort das Institut für Kommunikation im Berufsleben und Psychotherapie. Gleichzeitig war sie Dekanin der Fakultät für Bildungswissenschaften.

## Beruflicher Werdegang
Sie studierte Psychologie an der Universität Münster (1979–1981) und an der Ruhr-Universität Bochum (1981–1985). Nach therapeutischen und diagnostischen Tätigkeiten als Anstaltspsychologin in den JVAs Dortmund, Hagen und Schwerte wechselte sie 1991 als wissenschaftliche Mitarbeiterin an die TU Berlin im Lehrgebiet Klinische Psychologie/Psychotherapie. 1992 eröffnete sie in Berlin eine psychotherapeutische Praxis. Nach ihrer Promotion 1994 arbeitete sie von 1995 bis 2001 als Hochschulassistentin an der TU.
1998 erhielt sie einen Lehrauftrag der Universität Amsterdam mit dem Arbeitsschwerpunkt Supervisionsforschung, 1999 einen Lehrauftrag der Carl von Ossietzky Universität Oldenburg.
2000 habilitierte sich Heidi Möller und übernahm im Anschluss verschiedene Lehrtätigkeiten, u. a. an der Donau-Universität Krems, der Universität Kassel und in Zürich. 2003 nahm sie den Ruf der Universität Innsbruck an. 2007 folgte sie einem Ruf an die Universität Kassel.
Neben akademischen und therapeutischen Tätigkeiten war Heidi Möller auch in den Medien aktiv, unter anderem für SAT 1 und das ZDF. Als Supervisorin, Coach und Organisationsberaterin betreute sie verschiedene Organisationen und Führungskräfte.

## Therapieausbildung
Heidi Möller absolvierte verschiedene Therapieausbildungen, unter anderem in Gesprächstherapie und Verhaltenstherapie. Am Fritz-Perls-Institut wurde sie 1993 zur Integrativen Therapeutin graduiert, 1996 als Lehrtherapeutin zugelassen. 1999 erfolgte die Approbation zur Psychologischen Psychotherapeutin und der Eintrag ins Arztregister Berlin. Bis zum Jahre 2002 absolvierte sie eine Weiterbildung zur Psychoanalytikerin. Sie ist Mitglied sowohl der österreichischen als auch der Deutschen Gesellschaft für Supervision.

## Schriften
- mit Alexa Franke: Psychologisches Programm zur Gesundheitsförderung. München (Quintessenz) 1993.
- Menschen, die getötet haben. Opladen (Westdeutscher Verlag) 1996.
- Heidi Möller (Hrsg.): Frauen legen Hand an – Untersuchungen zu Frauen und Kriminalität, Tübingen (DGVT-Verlag) 1996.
- Was ist gute Supervision? Stuttgart (Klett-Cotta) 2001.
- mit Eva Jaeggi, G. Gödde, W. Hegener: Tiefenpsychologie lehren – Tiefenpsychologie lernen, Stuttgart (Klett-Cotta) 2003.
- Heidi Möller (Hrsg.): Bildung schafft Zukunft, Innsbruck (iup) 2006.
- Heidi Möller (Hrsg.): Vertrauen in Organisationen. Riskante Vorleistung oder hoffnungsvolle Erwartung?, Wiesbaden 2012, ISBN 978-3-531-18118-9.